# Jeremy McGrath Supercross 2000
Jeremy McGrath Supercross 2000 és un videojoc de curses de supercross per la Nintendo 64, Dreamcast, PlayStation i Game Boy Color. Va ser llançat a l'Amèrica del Nord i Europa el 2000. El videojoc està llicenciat per l'estrella de supercross anomenat, Jeremy McGrath. No s'ha de confondre amb Supercross 2000, que va ser llançat el 1999 per EA Sports. El joc té una versió reduïda de "Genocide" de The Offspring al menú de títol. Les versions de Dreamcast i PlayStation van rebre "revisions generalment desfavorables" d'acord amb el lloc web Metacritic.